# Містран (футбольний клуб)
«Містран» — радянський футбольний клуб з Одеси, що існував у 1922—1935 роках. Чемпіон Одеси 1923, 1924 та 1926 років.

## Історія
Заснований в 1922 році вантажниками Одеського порту під назвою «Містран» (рос. Местный транспорт). Представляв Губернське відділення профспілки перевізників (портових робітників).
Команда стала чемпіоном міста вже на другий рік свого існування — в 1923 році, випередивши визнаних фаворитів — колективи ОКФ і «Вегу». 
У тому ж році «Містран» представив Одесу на чемпіонаті УРСР 1923 року, в якому у першому ж матчі програючи після голу зі штрафного харків'янам 0:1, самовільно покинули поле і повернулися додому, вибувши, таким чином, з подальшого розіграшу. Склад команди був таким: воротар Іван Тіпікін, польові Василь Котов, Арон Коган, Лев Чернобыльский, Пусик Коваль, Валентин Прокоф'єв, Василь Зінкевич, Андрій Садкевич, яких підсилили гравці інших одеських колективів 
В різні роки в збірну Одеси «Містран» делегував сім своїх футболістів.
Клуб припинив своє існування в 1935 році.

## Досягнення
- Чемпіонат Одеси
- Чемпіон (5): 1923 (весна), 1924 (весна), 1924 (осінь), 1926 (весна), 1926 (осінь)
- Чемпіонат УРСР
- Півфіналіст (1): 1923

## Відомі футболісти
- Михайло Малхасов
- Валентин Прокоф'єв